# Edith Boado
Edith Boado (Buenos Aires, 1924 - ibídem, 1988) fue una actriz, locutora y conductora argentina con una importante trayectoria en cine, teatro y televisión.

## Biografía
Nacida en Buenos Aires, con el nombre de Edith Meyland, estudió desde joven actuación, para luego compartir esta pasión con el de la locución y conducción. También fue una ferviente protectora de animales, incluso llegó a tener su propio refugio en su casa.

## Carrera
Edith Boado fue una reconocida actriz que con su rostro angelical supo interpretar numerosos papeles de chica dulce y pareja en la ficción de famosos galanes de aquellas épocas como Juan Carlos Dual (quien fue su marido en la vida real) y su gran amigo Jorge Barreiro.

### Filmografía
- 1951: Especialista en señoras
- 1952: La patrulla chiflada
- 1953: Una ventana a la vida
- 1971: La valija
- 1973: Hoy le toca a mi mujer
- 1973: Me gusta esa chica

### Televisión
- 1967: Gran Hotel Carrousel, donde anunciaba los musicales de Violeta Rivas y Néstor Fabián
- 1970: El Special
- 1977: Dulce Anastasia
- 1977: Invitación a Jamaica
- 1977: Aventura '77
- 1980: Romina
- 1980: Bianca
- 1980/1981: Agustina
- 1981: Dios se lo pague
- 1981: Luciana
- 1982: Viva América
- 1982: Verónica, el rostro del amor
- 1984/1985: Tal como somos[3]

### Teatro
- Ocho mujeres con Gilda Lousek, Laura Bove, Inés Moreno, Gloria Ugarte, María Esther Podestá, Josefina Ríos y Dora Ferreyro.

Por su característica voz no solo se dedicó a la actuación sino que exploró la conducción televisiva en el programa Dar en el Blanco, junto a Carlos D'Agostino. Además condujo varios programas radiales.

## Vida privada
Durante la década de los '60 y principios de los '70 estuvo casada con el popular actor Juan Carlos Dual, antes de que este se casase con la también actriz Diana Maggi.